# Прапор Біляївського району
Пра́пор Біля́ївського райо́ну — офіційний символ Біляївського району Одеської області, затверджений 19 серпня (за іншими даними — травня) 2004 року рішенням № 212-1У сесії Біляївської районної ради.

## Опис
Прапор являє собою прямокутне полотнище, що має співвідношенням сторін 2:3 та складається з трьох вертикальних смуг — синьої, білої та синьої — у співвідношенні 1:4:1, поєднаних за допомогою вертикальних світло-зелених смужок, ширина яких становить 1/35 ширини прапора. В синьому колі розміщується біла квітка водяної лілеї, складена з п'яти пелюсток, на смузі біля древка зображено жовтий колосок, а на смузі з вільного краю знаходиться жовта козацька шабля.

## Символіка
- Синій овал символізує озеро, від якого походить назва районного центру — Білого.
- Біла лілея, разом з двома тонкими світло-зеленими смужками, вказує на рослинність району та фігурує в гербі м. Біляївка.
- Сріблясто-синє забарвлення відповідає чистоті й порядності та стратегічній рекреаційно-екологічній спрямованості району, який забезпечує питною водою не тільки Одесу, а ще й міста та селища Білгород-Дністровського та Овідіопольського районів.
- Золотий пшеничний колос вказує на чорноземні сільськогосподарські угіддя, а також на велику питому вагу землеробства, як в історичному, так і сьогоденному сільськогосподарському виробництві.
- Золота козацька шабля нагадує про чорноморських козаків, як перших засновників та мешканців адміністративного центру і значної кількості населених пунктів району (Яськи, Троїцьке та Нерубайське).